# 소울 어쌔신
《소울 어쌔신》(Soul Assassin)은 네덜란드에서 제작된 로렌스 말킨 감독의 2001년 범죄, 스릴러, 액션 영화이다. 스키트 울리치 등이 주연으로 출연하였고 산 푸 말타 등이 제작에 참여하였다.

## 출연

### 주연
- 스키트 울리치
- 크리스티 스완슨

### 조연
- 데릭 드 린트
- 레나 오웬
- 안토니 카메링
- 세르지 헨리 발크
- 니콜라스 아이론스
- 돔 호프먼

## 기타
- Line PD: 로엘 르네
- 배역: 발레리 맥카프리
- 배역: 노라 뮬렌스